# Тит Квинкций Криспин Валериан
Вижте пояснителната страница за други личности с името Тит Квинкций Криспин.
Тит Квинктий Криспин Валериан (на латински: Titus Quinctius Crispinus Valerianus; * 27 г.) e политик и сенатор на ранната Римска империя.

## Биография
Криспин е син на Тит Квинкций Криспин Сулпициан (консул 9 пр.н.е.) от връзката му с Юлия, дъщерята на Август и Скрибония.
През 2 г. Криспин е суфектконсул заедно с Публий Корнелий Лентул Сципион. Той става curator locorum publicorum iudicandorum и от 14 до 27 г. е авралски брат.